# Rue des Dervallières
La rue des Dervallières est une voie nantaise.

## Situation et accès
Située dans la limite des quartiers Dervallières - Zola et Hauts-Pavés - Saint-Félix, la rue des Dervallières est une artère bitumée, ouverte à la circulation automobile, longue de près d'un 1 km, reliant la rue de la Bastille au niveau de la rue Octave-Feuillet, à la Place Raymond-Poincaré.
À la mi-parcours de son tracé, elle traverse la place Paul-Doumer, à l'ouest de laquelle elle longe le parc de Procé sur son côté nord et le val de Chézine sur une partie de son côté sud. Elle franchit également la Chézine sur cette section, via un pont.

## Origine du nom
La rue porte le nom des terres de la seigneurie qu'elle traverse.

## Historique
Françoise de Dinan, comtesse de Laval, cède, en 1494, sa maison de Derval (actuel hôtel de ville), ainsi que les terres et les seigneuries de Grillaud et des Dervallières. Les seigneurs de Derval y possèdent donc de vastes terrains.
En 1820, les terres de Grillaud et des Dervallières passent entre les mains de deux propriétaires différents : pour la première, la famille de la Brosse ; pour la seconde, un certain M. Chaillou, notaire à Nantes. Ce dernier y fit construire de nombreuses maisons avec jardin, dans un but spéculatif. L'affaire le conduisit à la ruine, d'où le nom qu'on a donné à ce lotissement au nord de la rue, les « Folies-Chaillou ».